# 石川岛Ne-20发动机
Ne-20（日语：石川島 ネ-20）是日本第一款達到實用階段的渦輪噴射發動機，為橘花攻擊機的動力。

## 概要
日本帝國開發噴射發動機（日语：噴流式発動機）是在二戰經由遣德潛水艇任務由納粹德國方面提供人才訓練，並移交了相關技術資料。日本帝國海軍派遣到德國學習噴射發動機的人才都順利返國，包括巖谷英一中校、種子島時休上校，他們在海軍航空技術廠的舊上級為日本技術院參議官永野治，由這幾位橫跨軍方研究機構及政府部門的技術官僚，整合了日本重工業部分能量組成了日本開發噴射發動機的技術團隊。
噴射發動機在日本為陸軍·海軍·民間共同協作的整合計畫。陸軍負責的是火箭噴射技術、海軍負責的是渦輪噴射技術。Ne-20開發約在1944年底，當時Ne-12研發陷入瓶頸，海軍航空技術廠（空技廠）與石川島重工業參考了納粹德國的JUMO 003發動機，以及日本國內從NE-10、NE-12等未能問世的渦輪噴射發動機技術後，結合相關技術研究的技術成果；在1945年6月，首台Ne-20原型機完成。
該型發動機因資源匱乏，加上稀有金屬的取得困難，故該引擎直到戰爭結束為止只生產了約50具。技術團隊並未隨著日本戰敗而瓦解，大多數工程師在日本戰敗後藉由日本政府運作下移籍到石川島重工業繼續未竟的空用噴射引擎研發，為日本後續在1950年代進行的自研發動機打下了基礎。